# Русский рабочий

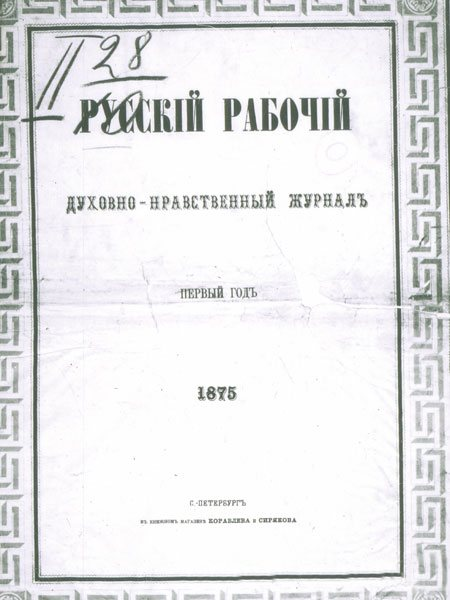
Обложка журнала «Русский рабочий»

«Русский рабочий» — духовно-нравственный журнал, периодическое издание редстокистского «Общества поощрения духовно-нравственного чтения». Издавался в 1875—1886 годах. Не следует путать его с одноимённым изданием выходившим в 1905 году под редакцией И. А. Сафонова.

## История
Первый номер вышел 11 февраля 1875 года. Главным издателем журнала выступила Мария Григорьевна Пейкер, присоединившаяся к евангельскому движению после встречи с Д. Л. Муди в Лондоне. Мария Пейкер сотрудничала с Тюремным обществом и Британским иностранным библейским обществом. Журнал был похож на «Британского рабочего», издававшегося в Британии кезикским движением («движением святости»).
Издание журнала с самого начала поддержал Василий Александрович Пашков.
«Русский рабочий» получал поддержку от Лондонского трактатного общества, хотя в основном издавался, предположительно, за счёт Марии Пейкер. После смерти Марии Григорьевны издание журнала взяла на себя её дочь Александра Ивановна Пейкер.
Одним из авторов журнала был русский писатель Николай Лесков. В 1876 году Лесков выступил с критической статьёй «Семейное благочестие. Ежемесячное издание под заглавием „Русский рабочий“», где дал ему довольно резкую оценку. Впрочем, это не помешало дальнейшему сотрудничеству Лескова с Марией Пейкер и его участию в издании журнала: редактированию ряда номеров, публикации своих материалов.
После смерти М. Г. Пейкер в 1881 году, Лесков опубликовал некролог, где вспоминал:
«… Марья Григорьевна всю себя отдала общественной деятельности в христианском духе, и в числе других дел, подчиняясь сильному религиозному возбуждению, она предприняла издание иллюстрированного народного журнала под заглавием «Русский рабочий». В этом издании очень полно выразился дух её благочестия — англоманский, но чистый и высокий. С журналом своим покойница имела множество хлопот и досаждений, не покидавших её до последнего дня жизни. Духовная цензура имела за г-жою Пейкер такое усиленное смотрение, что пишущему эти строки часто приходилось видеть Марью Григорьевну в полном недоумении, чего от неё требуют и что ей возбраняют? Бывали случаи, что ей даже воспрещали печатание текста священного писания и с трудом дозволяли приводить мнения св. отцов. Но ещё досадительнее бывало иногда предложение услуг оттуда, откуда их не просили. Словом, издание имело множество причин идти неудачно, несмотря на его дешевизну (1 р. в год) и на его превосходную, художественную внешность.
Находя в себе силы подавлять обиды, причиняемые некоторыми весьма странными распоряжениями, Марья Григорьевна недавно шутя говорила:
— Всем немножко полегчало, а моему маленькому журнальцу ещё потяжелело. Должно быть, я в самом деле самый опасный человек в русском государстве"».

## Содержание
Журнал был недорогим и лёгким для понимания. Его целевой аудиторией были рабочие. В предисловии к первому номеру журнала говорилось о цели его издания: «…Если Господь благословит продолжать его как задумали, то в нём они [читатели] найдут и рассказ для развлечения, и совет для правильной, честной жизни, и утешение в минуту грусти, и пример для ободрения. Прежде же всего в каждом рассказе и каждой доброй мысли увидят Того, Кто научил людей любить друг друга и помогать друг другу кто чем может».
В «Русском рабочем» публиковались рассказы, повести, статьи на религиозную тематику. В журнале не затрагивались политические вопросы, не было полемики. Журнал не был узкоконфессиональным, «сектантским».
По мнению исследователя Маккарти, журнал носил «проевропейский и прозападный» характер. Писателя Николая Лескова раздражало то, что материал, состоявший из различных религиозных иллюстраций и нравственных историй, был заимствован в Трактатном обществе в Лондоне без попытки адаптировать его для культурной среды простого русского народа.
Исследователь Андрей Пузынин, анализируя содержание журнала, отмечал двойственность его богословия. С одной стороны, часть статей была написана православными авторами с позиций православия, с другой — присутствовали статьи с протестантским богословием. К примеру, практика поклонения мощам Александра Невского упоминалась без негатива, а автор статьи о массовом крещении Руси во времена св. Владимира изображал это событие в положительном свете, что нехарактерно для протестанта. С другой стороны, во всём содержании журнала не было ни единого указания читать Библию в соответствии с церковной традицией. В «протестантских статьях» освещались ключевые для евангельского богословия вопросы, такие как оправдание по вере и уверенность в спасении.
«В определённом смысле „Русский рабочий“ можно рассматривать как чтение Библии под руководством протестантских наставников в православном храме», — отмечал Пузынин.
«С одной стороны, византийская парадигма отображает необходимость для верующего принадлежать к Православной церкви и участвовать во всех её ритуалах, принимая её водительство. С другой стороны, истории и проповеди, заимствованные из западных источников, демонстрируют консервативную протестантскую духовность, подобную духовности Редстока, в которой элементы, маркирующие православную идентификацию — важность святоотеческой традиции, литургическое служение, молитвы святым, использование икон и т. д. — не играют важной роли, — подчеркнул Пузынин. — Недиалогическое сосуществование парадигм в журнале прикрывало их несопоставимость, открывшуюся впоследствии с ростом евангелической традиции в России».
Второй этап издания журнала (с 1883 года, под редакцией А .И. Пейкер) характеризуется переходом от подобного параллельного сосуществования византийской и протестантской парадигм к их диалогическому взаимодействию и «новому сплаву». При этом одновременно с ростом, по сравнению с первым этапом, удельного веса святоотеческих цитат и отсылок (созвучных с мировоззрением евангельских христиан) и меньшим акцентом на специфических протестантских и ривайвелистских доктринах становится заметно более редким упоминание чисто внешней, обрядовой и институциональной православной атрибутики. По мнению Пузынина, «если первый период был сравнен с „протестантским чтением Библии в православном храме“, то второй период журнала можно рассматривать как „православное чтение Библии за пределами православного храма“».. Отмечается также более библиоцентричный и богословски однородный характер материалов этого периода, отсутствие статей общеобразовательного характера и русско-патриотической тематики.